# جون فرنانديز (سياسي)
جون فرنانديز (بالإنجليزية: John Fernandez) هو سياسي أمريكي، ولد في 1953 في كانتون في الولايات المتحدة. حزبياً، نشط في الحزب الديمقراطي.